# Chandrabindoo
Chandrabindoo (en bengalí: চন্দ্রবিন্দু, Chôndrobindu; a menudo deletreado Chandrabindu), es una banda musical de la India. Su nombre se deriva tanto del último carácter del alfabeto bengalí y de un diálogo (muy famoso entre los bengalíes) de la obra sin sentido (o nonsense) HaJaBaRaLa por Sukumar Ray.
La banda es conocida por la satírica Chandril, lleno de referencias sobre la actual política y los fenómenos culturales. También interpretan otro tipo de temas musicales como la de Anindya. Upal también es muy popular por su voz única.
Ellos son originarios de Calcuta, y bastantes conocidos en Delhi y Mumbai. Comenzaron a viajar a nivel internacional incluyendo una actuación en honor y colaboración a los niños contando con la colaboraciób de Child In Need Institute (CINI) esto en Londres. Chandrabindoo fue la banda embajadora de la marca oficial de CINI ASHA.

## Miembros
- Anindya Chatterjee - cantante / compositor / Voz principal
- Upal Sengupta - cantante / compositor / Voz principal
- Arup Podder - bajista
- Surojit Mukherjee - el guitarrista / arreglista
- Rajshekhar Kundu - batería
- Sibabrata Biswas aka Sibu - teclista
- Sourabh - percusionista

## Otros miembros
- Chandril Bhattacharya - letrista / ocasional cantante
- Tirthankar - ingeniero de sonido

## Formación de la banda
- Subrato Lodh
- Subrato Ghosh
- Sukhendu
- Subhendu
- Debapriyo
- Tennie
- Lintu
- Santanu
- Arindam
- Pritam[1]
- Dron Acharya
- Riju
- Kallol
- Rajesh
- Riddhi
- Chandan
- Jishu Sengupta[2]
- Neepabeethi Ghosh
- Lopamudra Mitra

## Discografía
- Aar Jani Na (en bengalí: আর জানি না, en inglés: Don't Know Anything More) (1997)

1. Sweetheart (Anindya)
2. Mounomukharata (Upal)
3. Aar Jani Na (Upal)
4. Conductor (Chandril)
5. Jodi Bhabo Pabe Take (Anindya)
6. Dupurer Khamokha Kheyal (Upal)
7. Office Time (Anindya)
8. Keu Bhalobeshe Jay (Upal)
9. Ebhabeo Phire Asha Jae (Anindya)
10. Mangal Graha (Upal)

- Gadha (en bengalí: গাধা, en inglés: Donkey) (1998)

1. Bondhu Tomaye (Upal)
2. Faka Naki (Anindya)
3. Jodi Balo (Upal)
4. Khelche Sachin (Anindya)
5. Ananda Sen (Upal)
6. Natajanu (Anindya)
7. Gadha
8. Surjer Dikey
9. Jodi Amake Roga Balo
10. Chandrabindoo

- Twaker Jatno Nin (en bengalí: ত্বকের যত্ন নিন, en inglés: Take Good Care Of Your Skin) (1999)

1. Aj Abar
2. Twaker Jatno Nin
3. Riskawala
4. Bhorer Kuasha
5. Bathroom
6. Ure Jachhe
7. Matir Kachhakachhi
8. Bhut Bosechhe
9. Fer Bhut Bosechhe
10. Adda
11. Ekti Murgi

- Chaw (en bengalí: চ, en inglés: The First letter of the Band's name / Let's Go) (2001)

1. Duniya Dot Com
2. Neel
3. Ta Na Na
4. Gaan Bhalobeshe Gaan
5. Amader Chhadey
6. Baanbhashi
7. Adorer Nouko
8. Doodh Na Khele
9. Bhalo Lage Na
10. Bhindeshi Tara

- Daaknaam (en bengalí: ডাকনাম, en inglés: Nickname) (2002)

1. Amar Sohor
2. Shei Haoa
3. Gab Guba Gub
4. Bus Stop-e Keu Nei
5. Ekjon Gelo
6. Sona Mon
7. Sokale Uthiya
8. Bromhha Janen
9. Amake Nao
10. Emon Boshonto Dine

- Juju (en bengalí: জুজু, en inglés: The Bugbear / The Hobgoblin) (2003)

1. Mon
2. Juju
3. Gitgobindo
4. Aikom Baikom
5. Eita Tomar Gaan
6. Ki Ar Korbo
7. Anko ki Kothin
8. Ami Amar Mon
9. Ma Dake Khoka
10. Bagiye Kali

- Chandrabindaas (en bengalí: চন্দ্রবিন্দাস, en inglés: Chandrabindaas) (Compilation, 2005)

- Ebhabeo Phire Asha Jae (en bengalí: এভাবেও ফিরে আসা যায়, en inglés: A Comeback can also be like This) (re-working of Ar Jani Na, 2005)

1. Sweetheart
2. Mounomukharata
3. Ar Jani Na
4. Conductor
5. Jodi Bhabo Pabe Take
6. Dupurer Khamokha Kheyal
7. Office Time
8. Keu Bhalobeshe Jay
9. Ebhabeo Phire Asha Jae
10. Mangal Graha

- Hulabila (en bengalí: হুলাবিলা, en inglés: Chaos and Cacaphony) (2005)

1. Hote Pare Cliche
2. Kete Jaye Din
3. Timepass
4. Thak Barong
5. Tai Tomar Ananda
6. Ghumiye Poro Na
7. Hulabila
8. Pashbalish
9. Ami to Bhege Jai
10. Joy Bangali

- Shera Chandrabindoo (en bengalí: সেরা চন্দ্রবিন্দু, en inglés: Best Of Chandrabindoo) (Compilation, 2008)

- U/A (en bengalí: ইউ/এ, en inglés: U/A) (2008)

1. Uthe Jaoa Shiri
2. Dhyatterika
3. Ami Dibosh
4. Tatin
5. Khacche Khak
6. D Minor
7. Bhyabachyaka
8. Tabo Mukut
9. Kicchhu Chaini
10. Paar Kore De Maa

- e - Aarki (en bengalí: e-আরকি, en inglés: A Silly Joke / Just Online) (Coming Soon)

1. Jani na (online)

- Puraton Gamcha (del inglés: old tawal) (Coming Soon)

## Filmografía
| Año  | Película        | Dirección               | Otras Notas |
| 2000 | Y2K             | Chandril Bhattacharya   | as Music Director/ Playback Singers                                                                                                  |
| 2009 | Box No. 1313    | Aniruddha Bhattacharya  | as Music Director |
| 2009 | Brake Fail      | Kaushik Ganguly         | as Playback Singers |
| 2009 | Antaheen        | Aniruddha Roy Chowdhury | Anindya and Chandril as Lyricist together, They won 56th National Film Awards for National Film Award for Best Lyrics in 2010 for it |
| 2010 | Jodi Ekdin      | Riingo Banerjee         | Anindya and Chandril as lyricists together, Upal and Anindya made a video appearance for a song (Playback Singers)                   |
| 2010 | 033             | Birsa Dasgupta          | as Music Director |
| 2010 | Natobar Not Out | Amit Sen                | Upal and Anindya made a video appearance for a song (Playback Singers)                                                               |
| 2011 | Rang Melanti    | Kaushik Ganguly         | as Music Director |